# Уилям Хогарт
Уилям Хогарт (на английски: William Hogarth) е художник, гравьор и карикатурист. Неговите теми са битови, разработвани с чувство за хумор и критичност.
Хогарт започва кариерата си като гравьор и скоро се заема с живопис. Макар че вероятно е научил нещо за техниката и цвета от венецианските и френските образци, творчеството му е толкова самобитно, че всъщност няма истински предшественик. Прославя се през 30-те години на 18. век с един нов вид тематична картина, която описва като „модерни морални теми, подобни на сценични представления“. Например серията от шест картини „Моден брак“ (1743 – 1745) (днес в лондонската Национална галерия) остроумно критикува нравите на висшето общество от 18. век. Това е предупреждение, показващо катастрофалните последствия на брака по сметка. Счита се за най-хубавата му работа.
- „Брачен договор“
- „Скоро след сватбата“
- „Посещение при шарлатанин“
- „Будоарът на графинята“
- „Дуел и смъртта на графа“
- „Смъртта на графинята“
- „Просешка опера VI“
- „Портрет на капитан Корам“

## Живот в дати
Роден е на 10 ноември 1697 г. в Лондон в семейството на Ан Гибон и Ричард Хогарт. През 1699 г. се ражда сестра му Мери.
През 1701 г. семейството на родителите му се премества на ул. „Сейнт Джон“ и се ражда сестра му Ан. През 1702 г. започва да посещава църковно училище. През 1703 г. баща му открива кафене, където се говори и преподава латински език. През 1705 г. умира по-големият му брат Ричард.
През 1708 г. кафенето на баща му фалира и той е арестуван за дългове. Живее в частна къща под непосредствения надзор на Флийтския затвор.
През 1709 г. умират братята му Едмънд и Томас.
През 1712 г. Уилям Хогарт постъпва като ученик при художник на фирми, а през 1714 г. вече е ученик в ателието на гравьора върху сребро Елис Гембли.
През 1718 г. умира баща му Ричард Хогарт.
През 1720 г. започва да прави рекламни картички и открива собствено ателие, постъпва в академията на Уондърбенк на „Сент Мартинс Лейн“.
През 1721 г. осъщиествява първи сериозни контакти с известни художници. Рисува „Балони на Южното море“ и „Лотария“.
През 1723 г. прави илюстрации към „Пътешествия“ на Обри дьо ла Мотре.
През 1724 г. постъпва в академията на бъдещия си тъст Джеймс Торнхил – живописец на исторически сюжети. Публикува гравюрата „Маскаради и опери“.
През 1725 г. става член на масонска ложа и създава пародия на картина на Уилям Кент.
През 1726 г. създава илюстрации към „Хюдибрас“ (Hudibras) на Самюъл Бътлър.
През 1727 г. участва в изпълнението на стенописите в къщата на Хигинс в Хемпшър и за стълбището на една къща в Сохо, под ръководството на Торнхил. Получава и поръчка от Джошуа Морис за ескиз към гоблена „Стихиите на земята“. Морис отказва да му плати. През същата година е готов и с „Консултация на медиците“.
През 1728 г. създава гравюрата „Хенри VIII и Ана Болейн“. „Спящото кралство“. Първи варианти на „Просешка опера“.
През 1729 г. се жени за Джийн Торнхил, като я отвлича от къщи. Готов е с ескиза и картината „Комисия на парламента във Флийтския затвор“. Първи „разговорни портрети“.
През 1730 г. започва работа над първата сатирична серия „Пътят на проститутката“. Рисува „Семейство Фаунтин“, „Риболов“ и други.
През 1731 г. прлави групови портрети и жанрови сцени: „Семеен празник“, „Асамблея в Уонстед Хауз“, „Преди“ и „След“ – I вариант, „Среднощен съвременен разговор“ и други. Обявява абонамент за гравюрите на „Пътят на проститутката“.
През 1732 г. са отпечатани гравюрите на „Пътят на проститутката“, „Индийският император“, „Завладяването на Мексико“, „Семейство Чомли“ и други.
През 1733 г. се установява в къща на Лестър скуеър, където остава до смъртта си. Прави портрет на Сара Малкълм, осъдена на смърт за грабеж и убийство, като преди това я посещава в затвора. Започва следващата серия „Пътят на развратника“. Рисува „Панаирът на Саутуърк“, излиза гравюрата „Среднощен съвременен разговор“.
През 1735 г. завършва „Пътят на развратника“. Бори се за утвърждаване на закона за авторското право. Законът е приет от парламента и става известен като „Закон на Хогарт“. Създава и гравюра към „Пътят на развратника“. През същата година умира майка му.
През 1736 г. създава историческите картини „Силоамската къпалня“ и „Добрият самарянин“. „Бедствуващият поет“. Гравюри на „Спящото паство“; „Преди“; „След“.
През 1737 г. в „St. James's Evening Post“ излиза статия под псевдонима „Бритофил“, защитаваща английската национална живопис. Това е година, в която завършва картините „Лорд Харвей и приятелите му“, „Пътуващи актриси, преобличащи се в плевнята“, „Учени на лекция“, както и гравюрата „Сдружението на предприемачите“.
През 1738 г. завършва серията „Четирите времена на денонощието“ и я гравира. „Епископ Хоудли“ – I вариант; „Семейство Строуд“; „Джейн Хогарт“; гравирани илюстрации към „Дон Кихот“.
През 1740 г. се запознава с Дейвид Гарик. Създава портретите „Мери Едвърдс“, „Лавиния Фентън“, „Капитан Корам“, „Фредерик Френклънд“ и други.
1741 г. е годината на „Джентълмен в червено“, „Джон Хоудли“ и други.
През 1742 г. са създадени „Децата на Грейъм“; „Вкус a la mode“; „Пег Уофингтън“.
През 1743 г. започва серията „Брак по модата“. Създава „Епископ Хоудли“ – II вариант и прави гравюрата „Характери и карикатури“.
През 1744 г. рисува портретите „Архиепископ Херинг“ и „Елизабет Солтър“.
През 1745 г. се провежда голям търг на картините му. Покана за търга е гравюрата „Битката на картините“. Създава „Автопортрет с куче“ и „Лейди Гарик в ролята на Ричард III“. Започва серията „Щастливия брак“ („Сватбен бал“), също „Капитан Греъм в каютата си“ и други.
През 1746 г. идват „Лорд Ловат“ и „Мойсей пред дъщерята на фараона“.
През 1747 г. завършва серията „Усърдие и леност“.
През 1748 г. пътува до Париж. На връщане е арестуван и е обвинен в шпионаж. Изгонен от Франция, рисува „Вратата на Кале“. Рисува и „Павел пред Феликс“.
През 1749 г. е готов с „Поход във Финчли“.
През 1750 г. създава „Сатана, Грях и Смърт“, също рисунки към „Улица на бирата“ и „Улица на джина“.
През 1751 г. излизат гравюрите „Улица на бирата“; „Улица на джина“ и „Четирите степени на жестокостта“.
През 1752 г. е работата върху трактата. Гравюра „Колумб, разбиващ яйцето“.
През 1753 г. излиза „Анализ на красотата“. Работи над „Избори“.
През 1755 г. е избран за член на Обществото на художниците и журира един конкурс за рисунка.
През 1756 г. рисува триптиха „Възнесение“ за олтара на църквата „Св. Мария“ в Бристол.
През 1757 г. получава длъжността придворен художник. Създава портрета „Дейвид Гарик и жена му“.
През 1758 г. рисува „Автопортрет пред статива“ („Хогарт, рисуващ музата на Комедията“). Създава „В съда“.
През 1759 г. рисува „Сигизмунда“, „Последният залог на дамата“, „Бой на петли“. Прави и фронтиспис за „Тристам Шенди“ на Лорънс Стърн.
През 1760 – 1761 г. боледува. Създава гравюрите „Времето, опушващо картината“, „Петте ордера на перуките“ и „Изобразеният ентусиазъм“. Излиза италианският превод на „Анализ на красотата“.
През 1762 г. идва „Лековерие, Суеверие, Фанатизъм“.
През 1763 г. създава гравюрата „Джон Уилкис“, както и „Слугите на Хогарт“ и „Продавачката на скариди“ – една от най-известните му картини.
1764 г. е годината на последната му гравюра, „Неизменното,... или Падението на Възвишеното в живописта“. Умира на 25 октомври през нощта.
- Бюст на художника на площад Лестър, Лондон
- „Слугите на Хогарт“
- „Портата на Кале“